# Ка Фосколо (Болоња)
Ка Фосколо је насеље у Италији у округу Болоња, региону Емилија-Ромања.
Према процени из 2011. у насељу је живело 31 становника. Насеље се налази на надморској висини од 272 м.